# Rocco Brindisi
Rocco Brindisi (Potenza, 22 agosto 1944) è uno scrittore italiano.

## Biografia e carriera
Nato a Potenza nel 1944, da genitori contadini, ha lavorato nella scuole, dove ha tenuto per quindici anni laboratori di linguaggio e di lettura ai bambini e ai ragazzi delle materne, delle elementari e delle medie. La sua prima pubblicazione è del 1984, quando una sua opera viene inserita nell'antologia “Nuovi poeti italiani” edita da Einaudi.
Diversi suoi racconti sono stati pubblicati su “Il Manifesto”, “Linea d'ombra”, “Nuovi Argomenti”, “Paragone”, “Freibeuter” (Wagenbach - Germania) e su altre riviste letterarie.
Pubblica due raccolte di poesie in dialetto lucano: nel 1986 “Rosa du pruatorie” (Rosa del Purgatorio) , con cui ha vinto il Premio nazionale di poesia dialettale “Edoardo Firpo”, e nel 1990 “Carienn li nir da li ccagg” (Cadevano i nidi dalle acacie), entrambe le opere con la casa editrice S. Marco dei Giustiniani.
Nel 1992 passa alla narrativa con: la raccolta “Racconti liturgici” (Sestante); una rielaborazione in dialetto del “Woyzeck” di Büchner; tre racconti inseriti nel volume curato da Gianni Celati “Narratori delle riserve” (Feltrinelli editore).
Nel 1997, alcune sue poesie vengono inserite nella raccolta statunitense sui poeti contemporanei del Sud Italia "Dialect Poetry of Southern Italy: Texts and Criticism: A Trilingual Edition" (Legas), a cura di Luigi Bonaffini.
Nel 2001 è stato inserito da Enzo Siciliano nella raccolta Mondadori “I racconti italiani del Novecento” (Collana Meridiani Mondadori), con il racconto “La pietra”, un testo sulla morte di Pier Paolo Pasolini.
Con Quiritta pubblica i racconti de “Il silenzio della neve” (2002, finalista al Premio Bergamo 2003) e il romanzo “Elena guarda il mare” (candidato al Premio Strega 2004).
Del 2006 è “La figliola che si fidanzò con un racconto” (Empiria 2006), con l'introduzione di Domenico Starnone, e del 2007 le poesie inedite in dialetto lucano “Morte de nu fra ca uardava" (Morte di un amico che guardava), con cui vince il Concorso nazionale di poesia nei dialetti d'Italia "Città di Ischitella - Pietro Giannone" 2007.
“Il bambino che viveva nello specchio”, pubblicato nel 2009 da Diabasis, è una sorta di diario di bordo della sua esperienza nelle scuole, arricchito di alcuni racconti per ragazzi.
Le successive antologie di racconti sono "La moglie di Youssef gioca con i fiocchi di neve" (Diabasis, 2010), con l'introduzione ancora una volta di Domenico Starnone, e "Cose" (Empiria , 2015).
L'ultima pubblicazione, del 2019, è il romanzo "Morte di un amico che guardava" (Ad Est dell'Equatore).
Negli anni scrive diversi testi drammaturgici, alcuni dei quali portati in scena con la sua stessa regia.

## Opere monografiche
•   Rosa du pruatorie (Rosa del Purgatorio), prefazione di Antonio Porta, Genova: Edizioni San Marco dei Giustiniani, ISBN 9788874940431, 1986.
•   Carienn' li nir' da li ccaggie (Cadevano i nidi dalle acacie), prefazione di Ferdinando Giordano, Genova: Edizioni San Marco dei Giustiniani,ISBN 9788874940639, 1990.
•   Racconti liturgici, con una nota di Gianni Celati, Ranica: Sestante, Collana «Il mare in tasca» n. 11, ISBN 8886114109, 1993.
•   Il silenzio della neve, Roma: Quiritta, Collana «Le pupe» n. 7, 2002 (racconti), ISBN 8884030099, 2022.
•   Elena guarda il mare, Roma: Quiritta, Collana «Le pupe» n. 12, 2004 (romanzo) ISBN 8884030226, 2004.
•   La figliola che si fidanzò con un racconto (stanze, malinconie, amori, disamori, allegrezze, spaventi di Dio, fatazioni di mani, culi, angeli), prefazione di Domenico Starnone, Roma: Empiria, Collana «Euforbia» n. 34, 2006 ISBN 8887450633, 2006.
•   Morte de nu fra ca uardava (Morte di un amico che guardava), Roma: Edizioni Cofine, 2007.
•   Il bambino che viveva nello specchio, Roma: Diabasis, ISBN 9788881036448, 2009.
•   La moglie di Youssef gioca con i fiocchi di neve, Introduzione di Domenico Starnone, Roma: Diabasis, ISBN 9788896218136, 2010.
•   Cose, Roma: Empiria, ISBN 9788896218709, 2015.
•   Morte di un amico che guardava, Napoli: Ad Est dell'Equatore, ISBN 9788899381691, 2019.

## Opere in raccolte e antologie
•   Nuovi poeti italiani n. 3, a cura di Walter Siti, Torino: Einaudi, ISBN 8806056921, 1984.
•   Narratori delle riserve, a cura di Gianni Celati, Milano: Feltrinelli, ISBN 9788807014390, 1992.
•   Dialect Poetry of Southern Italy: Texts and Criticism: A Trilingual Edition, a cura di Luigi Bonaffini: Legas, ISBN 9781881901136, 1997.
•   Racconti italiani del Novecento (Collana Meridiani Mondadori), a cura di Enzo Siciliano, Milano: Mondadori, ISBN 9788804430339, 2001.

## Premi
- Premio nazionale di poesia dialettale “Edoardo Firpo” con Rosa du pruatorie (Rosa del Purgatorio), 1986 -. vincitore
- Premio Bergamo (letteratura) 2003 con Il silenzio della neve del 2002 - finalista.
- Premio Strega 2004, con Elena guarda il mare - candidato.
- Concorso nazionale di poesia nei dialetti d'Italia "Città di Ischitella - Pietro Giannone 2007, con Morte de nu fra ca uardava - vincitore.